# Regis Prograis
Regis Prograis est un boxeur américain né le 24 janvier 1989 à La Nouvelle-Orléans en Louisiane.

## Carrière
Passé professionnel en 2012, il devient champion du monde des poids super-légers WBA le 27 avril 2019 en battant par arrêt de l’arbitre au 6e round Kiryl Relikh mais s'incline dès le combat suivant face au Britannique Josh Taylor aux points le 26 octobre 2019. Le 26 novembre 2022, il remporte cette fois la ceinture WBC laissée vacante par Taylor aux dépens de Jose Zepeda par arrêt de l’arbitre au 11e round, ceinture qu'il conserve le 17 juin 2023 après sa victoire aux points contre Danielito Zorrilla. Le 9 décembre suivant, Prograis s'incline aux points face à Devin Haney au Chase Center de San Francisco.